# Burg Klöch

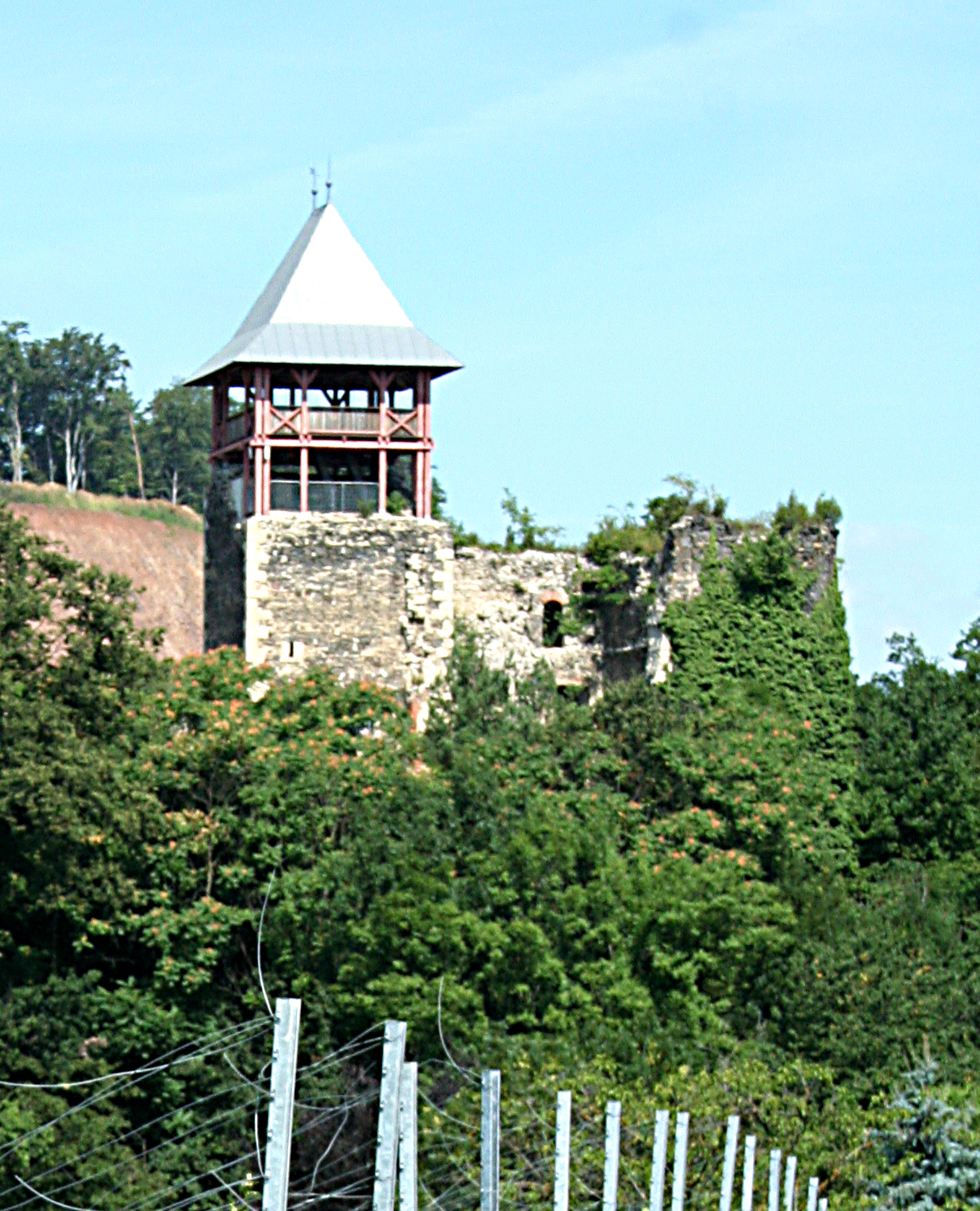
Burgruine Klöch

Die Burg Klöch ist die Ruine einer Höhenburg (Wehrburg) auf einem steil abfallenden Basalthügel über Klöch, einer Gemeinde im Südosten Österreichs in der Steiermark an der Grenze zu Slowenien. Seit 1997 wird die Ruine von der Gemeinde für Veranstaltungen, wie Burgspiele etc., genutzt. Zugleich wurde eine Aussichtsplattform eingerichtet.

## Geschichte
Die damals bedeutende Grenzfestung wurde vermutlich in der ersten Hälfte des 14. Jahrhunderts von Otto dem Wolfsauer erbaut. Erstmals wurde die Ruine 1365 urkundlich erwähnt, als Friedrich Wolfsauer von Herzog Rudolf die Burg zum Lehen erhielt. Die Burgherren setzten Verwalter (Burghauptmänner) ein, deren Nachkommen sich als "Ritter von Klech" bezeichneten. Durch die Überschuldung der Wolfsauer musste diese verkauft werden und gelangte an die Emmerberger. Als sich Perenhart von Klech stark verschuldete, löste ihn sein Herr, Dietegen von Emmerberg, aus. Durch die damals errichtete Urkunde ist bekannt, dass bereits 1444 in Klöch Wein angebaut wurde.
Noch im 17. Jahrhundert bewohnt, wurde die Burg im 18. Jahrhundert verlassen und dem Verfall preisgegeben. Seit 1724 erwarb Reichsgraf Georg Christoff Stürgkh die Burganlage. Seither ist die Burg im Besitz der Familie Stürgkh. 1997 pachtete die Gemeinde die Burg für 50 Jahre und renovierte diese.

## Das Gebäude
Von der Burg sind die 2,50 m starke, vier Stockwerke hohe Schildmauer mit dem mächtigen 8 × 8 m Wohnturm mit einer innenliegenden Wendeltreppe erhalten. Auf den Wohnturm wurde 1998 die Aussichtsplattform aufgesetzt (Architekten Walter Jartschitsch und Herwig Moosbrugger). Im Turm befand sich im zweiten Obergeschoss eine Kapelle, von welcher das Gewölbe noch sehen ist.
Unter dem Schutt der verfallenen Mauern sind Reste der Ringmauer (im Osten und Süden), von Toren und aufgehendes Mauerwerk verschiedener Räume erahnbar. Im Norden befand sich ein in den Felsen gehauener Graben.